# Turkse strip
De Turkse strip (Turks: Çizgi Roman) is het geheel van beeldverhalen gemaakt door Turkse auteurs en beeldverhalen bestemd voor Turkse markt. Buiten de landsgrenzen is de Turkse strip weinig bekend. Een auteur als Gurcan Gürsel brak door in de Franstalige stripwereld en er zijn ook enkele Turkse tekenaars van comics. Maar de Turkse tekenaars werken voornamelijk toch voor de eigen markt. Want de Turkse stripproductie is zowel qua omvang als qua kwaliteit belangrijk op wereldniveau. Belangrijke hedendaagse auteurs zijn Ersin Karabulut, Memo Tembeliçer, Suat Gönülay, Kenan Yarar, Ergün Gürgüz, Bülent Üstün en Yilmaz Aslantürk.

## Geschiedenis
De eerste tekeningen in de Turkse pers die het predicaat strip verdienen dateren van rond 1900. Pas vanaf de jaren 1930 verschenen er regelmatig strips in Turkije. De eerste invloed waren de Amerikaanse comics. Daar kwamen later Frans-Belgische en Italiaanse strips bij. Pas recent is de Japanse manga in Turkije verschenen zonder vooralsnog echt door te breken. Vaak werden de buitenlandse strips clandestien vertaald, zonder dat de uitgever beschikte over de originele tekeningen. Of nog erger werden de bekende buitenlandse strips geplagieerd. Zo beleefden Kuifje of Lucky Luke eigen avonturen in Turkije, zonder dat de rechtenhouders hier tegen konden optreden. Turkije past de Conventie van Bern betreffende de auteursrechten pas toe vanaf 1996.
Door de goedkope import van buitenlandse strips kregen Turkse tekenaars vaak onvoldoende kansen. Ook tijdens het zogeheten gouden tijdperk van de Turkse strip, tussen 1955 en 1975, beheersten buitenlandse strips de markt. Maar door de gebrekkige druktechnieken verkozen de uitgevers illustraties boven foto's, wat een stimulans was voor de eigen tekenaars. De krant Hürriyet publiceerde toen dagelijks twee pagina's strips in kleur. Zo konden er verschillende Turkse tekenaars naar voren treden, zoals Cemal Nadir Güler, Ramiz Gökçe, Şahap Ayhan, Sezgin Burak (Tarkan), Suat Yalaz (Karaoğlan) en Turhan Selçuk (Abdulçanbaz). Belangrijkste thema's waren de geschiedenis en vooral de eigen nationale geschiedenis, maar er was ook al plaats voor een vleugje erotiek. Toch werden strips nog beschouwd als lectuur voor kinderen.

Satirische stripbladen Penguen en Uykusuz

Na 1975 kwamen er nieuwe druktechnieken en verloren de tekening en de strip hun grote invloed. Tegelijk konden er door de introductie van de offsetdrukpers nieuwe bladen met cartoons en strips ontstaan. Uitgeverij Haldun Simavi was hierin koploper en een van haar tijdschriften, Gırgır, had in de jaren 1980 een oplage van 500.000. Deze tijdschriften brachten een mengeling van erotiek, politiek en humor en ontdeden de strip definitief van zijn label van kinderlectuur. Bekende auteurs waren Galip Tekin, Suat Gönülay, Kemal Aratan en Ergün Gündüz.
Maar deze tijdschriften leden erg onder concurrentie van de televisie vanaf de jaren 1990 en zagen hun oplage met 80% zakken. Er verschenen toch nog nieuwe titels, zoals L-Manyak met een ruwe, soms obscene inhoud. De laatste jaren werd ook de druk van de censuur op de satirische tijdschriften zoals Penguen, Uykusuz en Leman steeds groter.
Verder kwam er de laatste jaren een alternatieve Turkse stripscène naar voren, met het tijdschrift Serüven, en de publicatie van verschillende stripromans. Ersin Karabulut bracht in 2022 een autobiografische graphic novel uit waarin hij de moeilijkheden van een striptekenaar onder het regime van Recep Tayyip Erdoğan beschrijft.